# Norme d'interface VESA
La norme d'interface VESA (connue en anglais sous les noms de Flat Display Mounting Interface (FDMI), ou VESA Mounting Interface Standard (MIS)), est une famille de normes définies par la Video Electronics Standards Association pour le montage de moniteurs à écran plat, de téléviseurs et d'autres écrans sur supports muraux. Elle est disponible sur la plupart des moniteurs et téléviseurs à écran plat modernes.
En plus d'être utilisés pour le montage de moniteurs, les standards peuvent être utilisés pour fixer un petit PC au support de moniteur.
Le premier standard de cette famille a été introduit en 1997 et s'appelait à l'origine Flat Panel Monitor Physical Mounting Interface (FPMPMI), il correspond à la partie D de la norme actuelle.

## Variantes
La plupart des tailles de monture VESA ont quatre trous de vis disposés en carré sur le support, avec des trous taraudés correspondants sur l'appareil. La distance horizontale et verticale entre les centres de vis respectivement étiquetés «A» et «B». La disposition d'origine était un carré de 100 mm. Une taille de 75 × 75 mm (3 × 2 pouces) été défini pour les petits écrans. Par la suite, des variantes ont été ajoutées pour des écrans plus petits de 10 cm de diagonale (4 pouces) .
Le FDMI a été étendu en 2006 pour des modèles de vis supplémentaires qui sont plus appropriés pour les grands écrans de télévision. Ainsi, la norme spécifie désormais sept tailles, chacune avec plus d'une variante. Celles-ci sont référencées comme parties B à F de la norme ou avec des abréviations officielles, généralement précédées du mot "VESA".
Officieusement, les variantes sont parfois référencées simplement comme "VESA" suivi de la taille du motif en mm, ce qui est légèrement ambigu pour les noms "VESA 50" (quatre possibilités), "VESA 75" (deux possibilités) et "VESA 200" (trois possibilités). Cependant, si "VESA 100" est accepté comme signifiant la variante originale ("VESA MIS-D, 100"), alors tous sauf "VESA MIS-E" et "VESA MIS-F, 200" ont au moins une dimension unique qui peut être utilisé de cette manière, comme le montrent les tableaux ci-dessous.
| Partie  | Affichage       | Affichage       | Affichage       | Affichage       | Affichage   | Affichage   | Tailles des modèles | Vissage  | Vissage               |
| Partie  | Diagonale, min. | Diagonale, min. | Diagonale, max. | Diagonale, max. | Poids, max. | Poids, max. | Tailles des modèles | Filetage | Longueur sans support |
|         | Pouces          | mm              | Pouces          | mm              | kg          | Livres      | mm (h x l)          | Filetage | (mm)                  |
| ------- | --------------- | --------------- | --------------- | --------------- | ----------- | ----------- | ------------------- | -------- | --------------------- |
| B       | 4               | 102             | 7.9             | 200.7           | 0 2         | 4,4         | 0 20 × 50           | M4       | 0 4,0                 |
| C       | 8               | 203             | 11.9            | 302.3           | 04,5        | 10          | 0 35 × 75           | M4       | 0 5,4                 |
| D 75 mm | 12              | 305             | 23.9            | 607.1           | 0 8         | 17,5        | 0 75 × 75, 50 × 75  | M4       | 0 7,4                 |
| D       | 12              | 305             | 23.9            | 607.1           | 014         | 30,8        | 100 × 100, 50 × 100 | M4       | 0 7,4                 |
| E       | 24              | 584             | 30.9            | 784.9           | 022,7       | 50          | 100 × 200, 50 × 200 | M4       | 0 7,4                 |
| F M6    | 31              | 785             | n/a             | n/a             | 050         | 110         | 200 × 200 et plus   | M6       | 9/10/12               |
| F M8    | 31              | 785             | n/a             | n/a             | 113,6       | 250         | 200 × 200 et plus   | M8       | 12/15/16              |

Remarques
- Si un écran est plus lourd ou plus grand que celui spécifié dans le tableau ci-dessous, il doit utiliser une variante plus grande du tableau, par exemple, un téléviseur LCD 30 pouces pesant plus de 23 kg (50 livres) aurait besoin d'utiliser une monture partie F.
- Les limites de poids ont été choisies de façon inhabituelle sous forme de nombres ronds en kg ou en lb pour différentes tailles.
- Les longueurs de vis pour les parties C, D et E deviennent des nombres entiers lors de l'ajout d'un 2,6 mm d'épaisseur (c'est ainsi que la norme les décrit)[3].
- Les longueurs de vis pour la partie F sont minimum / maximum / trou maximum, comme dans: Les vis M6 doivent entrer au moins 9 mm mais au plus 10 mm, et le trou peut ne pas être plus profond que 12 mm.